# Kirche Groß Friedrichsdorf
Die Kirche Groß Friedrichsdorf (russisch Кирха Гросс Фридрихсдорфа Kircha Gross Fridrichsdorfa) wurde in den Jahren von 1901 bis 1903 errichtet und war bis 1945 evangelisches Gotteshaus für die Bewohner im Kirchspiel des heute Gastellowo genannten ehemals ostpreußischen Ortes. Von dem Gebäude ist nur noch die Turmruine und ein Mauerfragment erhalten.

## Geografische Lage
Gastellowo liegt im Rajon Slawsk (Kreis Heinrichswalde) an einer Nebenstraße, die Bolschakowo (Groß Skaisgirren, 1928 bis 1946 Kreuzingen) mit Timirjasewo (Neukirch) verbindet. Bahnanbindung besteht über die Station in der neun Kilometer nordöstlich gelegenen Kreisstadt Slawsk (Heinrichswalde) an der Bahnstrecke Kaliningrad–Sowetsk (Königsberg–Tilsit).
Die noch erhaltenen Ruinenreste der Kirche stehen an der Hauptstraße im östlichen Teil des Ortes, die zum Ufer der Laukne (russisch: Rschewka) führt.

## Kirchengebäude
Eine erste Kirche erhielt Groß Friedrichsdorf im Jahr 1867. Dabei handelte es sich um eine aus Holz gebaute Rundkirche mit einem niedrigen, aufgesetzten Turm. Diese Kirche wurde in den ersten Jahren des 20. Jahrhunderts durch einen Neubau in neoromanischer Architektur und in Massivbauweise ersetzt. Die Holzkirche wurde als Notkirche nach Kaukehmen verkauft, nachdem die dortige Kirche abgebrannt war.
Die aus roten Ziegelsteinen erbaute Kirche hatte einen etwa 30 Meter hohen Turm. Der massive Bau mit Apsis und südlichem Querschiff wurde am 17. Mai 1903 feierlich eingeweiht. Das Gebäude wies eine mächtige Vorderfront auf, der Turm stand an der südwestlichen Seite. Wegen der architektonischen Ähnlichkeit mit der Luisenkirche in Königsberg (Preußen) – heute Puppentheater in Kaliningrad – vermutet man Friedrich Heitmann als Architekt.
Im Jahre 1903 wurde eine Orgel eingebaut, die aus der Werkstatt von August Terletzki in Elbing stammte.
Die Kirche kam nahezu unbeschadet durch den Zweiten Weltkrieg und wurde dann als Lagerraum einer Kolchose genutzt. Über die Jahre war sie vom Verfall bedroht, so dass die Balken das Dach nicht mehr tragen konnten. In den 1980er Jahren riss man die Wände des Kirchenschiffs ein, um Baumaterial zu gewinnen. Der Turm blieb stehen. Seine in Schieflage geratene Spitze sollte repariert werden, als man im unversehrten Turmknauf überraschenderweise in einem Bleikästchen Dokumente wie Bauverträge, Baupläne und -skizzen fand, außerdem eine kurzgefasste Geschichte von Groß Friedrichsdorf bis zum Jahre 1902. Diese Unterlagen wurden dem Staatlichen Archiv in Kaliningrad übergeben.

## Kirchengemeinde
Die evangelisch-unierte Kirchengemeinde Groß Friedrichsdorf wurde 1854 gegründet. 1869 erhielt sie eine eigene Pfarrstelle. Die Gemeinde war patronatlos und hatte 1925 insgesamt 5600 Gemeindeglieder, die in einem aus bis zu 30 Ortschaften und Wohnplätzen bestehenden Kirchspiel wohnten. Es gehörte bis 1945 zum Kirchenkreis Niederung (Elchniederung) in der Kirchenprovinz Ostpreußen der Kirche der Altpreußischen Union.
Aufgrund von Flucht und Vertreibung der einheimischen Bevölkerung in Kriegsfolge und der restriktiven Kirchenpolitik der Sowjetunion kam nach 1945 das kirchliche Leben in Gastellowo zum Erliegen. Heute liegt das Dorf im Einzugsgebiet der neu entstandenen evangelisch-lutherischen Kirchengemeinde Slawsk, dem zentralen Ort der Kirchenregion Slawsk in der Propstei Kaliningrad der Evangelisch-lutherischen Kirche Europäisches Russland.

### Kirchspielorte
Zum Kirchspiel Groß Friedrichsdorf gehörten außer dem Pfarrort bis 1945 an Ortschaften und Wohnplätzen (* = Schulorte):
| Name                 | Änderungsname 1938 bis 1946 | Russischer Name |  | Name                  | Änderungsname 1938 bis 1946 | Russischer Name |
| -------------------- | --------------------------- | --------------- |  | --------------------- | --------------------------- | --------------- |
| Ackmonienen          | Argental                    | Wessjoloje      |  | *Oschke               | Wildwiese                   | Kabatschkowo    |
| Argenthal            | Altargental                 | Wjasemskoje     |  | *Peterswalde          |                             | Polessje        |
| Bittehnischken       | Argemünde                   | Wessjoloje      |  | Plein                 |                             | Tomskoje        |
| Groß Heinrichsdorf   |                             |                 |  | Rosenwalde            |                             | Olchowka        |
| Groß Marienwalde     |                             |                 |  | *Rucken               | Ruckenfeld                  | Salessowo       |
| Jodgallen            | Grünhausen                  | Lugowoje        |  | Schillilwethen        | Noiken                      | Polessje        |
| Klein Friedrichsdorf |                             | Koschedubowo    |  | Schilluweiten         | Kleinschneckenwalde         | Sosnjaki        |
| *Klein Heinrichsdorf |                             | Malaja Olchowka |  | (Köllmisch) Schnecken |                             | Wessjoloje      |
| Klein Marienwalde    |                             |                 |  | *Schneckenmoor        |                             | Listwennoje     |
| Loheden              |                             |                 |  | Sergehnen             |                             | Pastuchowo      |
| Medlauk              | Franzrode                   |                 |  | *Tunnischken          | Schneckenwalde              | Sosnjaki        |
| *Neufelde            |                             | Trostjanka      |  | Waßespindt            | Großheinrichsdorf           |                 |
| Obolin               | Erlen                       | Tschischowka    |  |                       |                             |                 |

### Pfarrer
Zwischen 1869 und 1945 amtierten an der Kirche Groß Friedrichsdorf als Geistliche:
| - Michael Strelis, 1869–1877 - Heinrich August Wetzki, 1878–1883 - Ernst Friedrich Martin Girkon, 1884–1899 - Johannes Gerß, 1900–1908 - Eugen Küssner, 1908–1912 - Georg Müller, 1913–1933 - Hermann Joswig, 1934–1945 |